# Cinco Naciones Femenino 2000
El Cinco Naciones Femenino 2000 fue la quinta edición del principal torneo de rugby femenino europeo.
La principal novedad de esta temporada fue la incorporación del seleccionado de España al torneo, mientras la selección de Irlanda fue excluida del campeonato.

## Participantes
- Escocia
- España
- Francia
- Gales
- Inglaterra

## Clasificación
| Pos. | País       | Partidos | Partidos | Partidos  | Partidos | Anotación | Anotación | Anotación  | Puntos |
| Pos. | País       | Jugados  | Ganados  | Empatados | Perdidos | A favor   | En contra | Diferencia | Puntos |
| ---- | ---------- | -------- | -------- | --------- | -------- | --------- | --------- | ---------- | ------ |
| 1    | Inglaterra | 4        | 4        | 0         | 0        | 170       | 24        | +146       | 8      |
| 2    | Francia    | 4        | 3        | 0         | 1        | 83        | 46        | +37        | 6      |
| 3    | España     | 4        | 2        | 0         | 2        | 53        | 88        | -35        | 4      |
| 4    | Escocia    | 4        | 1        | 0         | 3        | 61        | 99        | -38        | 2      |
| 5    | Gales      | 4        | 0        | 0         | 4        | 32        | 132       | -100       | 0      |

## Resultados
| 4 de febrero | Gales | 10 - 27 | Francia |  |  |

| 6 de febrero | Inglaterra | 31 - 7 | España |  |  |

| 18 de febrero | Francia | 8 - 24 | Inglaterra |  |  |

| 18 de febrero | España | 13 - 9 | Escocia |  |  |

| 5 de marzo | Inglaterra | 51 - 0 | Gales |  |  |

| 6 de marzo | Escocia | 7 - 10 | Francia |  |  |

| 18 de marzo | Francia | 38 - 5 | España |  |  |

| 19 de marzo | Gales | 12 - 36 | Escocia |  |  |

| 1 de abril | Escocia | 9 - 64 | Inglaterra |  |  |

| 1 de abril | España | 18 - 10 | Gales |  |  |

| Bandera de Inglaterra |
| Campeón Inglaterra    |
| Cuarto título         |